# Bättlihorn
Il Bättlihorn (2.951 m s.l.m.) è una montagna della Catena Monte Leone-Blinnenhorn nelle Alpi Lepontine.

## Descrizione
Si trova nel Canton Vallese. La montagna è collocata ad oriente di Briga a fianco della Valle di Goms. Dalla vetta si ha un ampio panorama sulle Alpi Bernesi.